# Orgnano (Spinea)
Orgnano è una località del comune italiano di Spinea, in provincia di Venezia.

## Geografia fisica
Rappresenta la periferia occidentale della cittadina, avendo come fulcro l'incrocio tra le vie Roma (ovvero la provinciale "Miranese") e Luneo.
Numerosi i corsi d'acqua il più rilevante dei quali è il Canale Menegon che ospitava, prima della diversione idraulica operata dai Veneziani nel Seicento, l'alveo del fiume Muson Vecchio. Importante dal punto di vista storico è inoltre il rio Cimetto il cui letto, prima del taglio operato dai Padovani nel Duecento all'altezza di Salzano verso Mirano, ospitava le acque del Muson sopraccitato. Si menzionano inoltre il fosso Parauro, a nord, il Cimetto di Spinea, a est, e la fossa Padovana, a ovest; quest'ultima segnava il confine tra il Trevigiano e il Padovano dopo la perdita del castello di Orgnano da parte dei Padovani nel 1203 e oggi fra i comuni di Spinea e Mirano.

## Storia
Le origini di Orgnano sono molto antiche, da individuare forse nell'epoca romana quando avrebbe rappresentato un pagus gravitante attorno alla città romana di Altino.
Al X-XI secolo viene fatta risalire la fondazione di un fortilizio di cui oggi resta solo la cappella annessa, dedicata a san Leonardo di Noblac (santo particolarmente caro ai Franchi).
La località, tuttavia, cominciò a svilupparsi solo con la rinascita dell'anno Mille. In questo periodo rappresentò una regola che faceva riferimento alla pieve di Rossignago, a sua volta dipendente dal comune di Treviso.

## Monumenti e luoghi d'interesse

### Architetture religiose

#### Parrocchiale di Santa Maria Bertilla

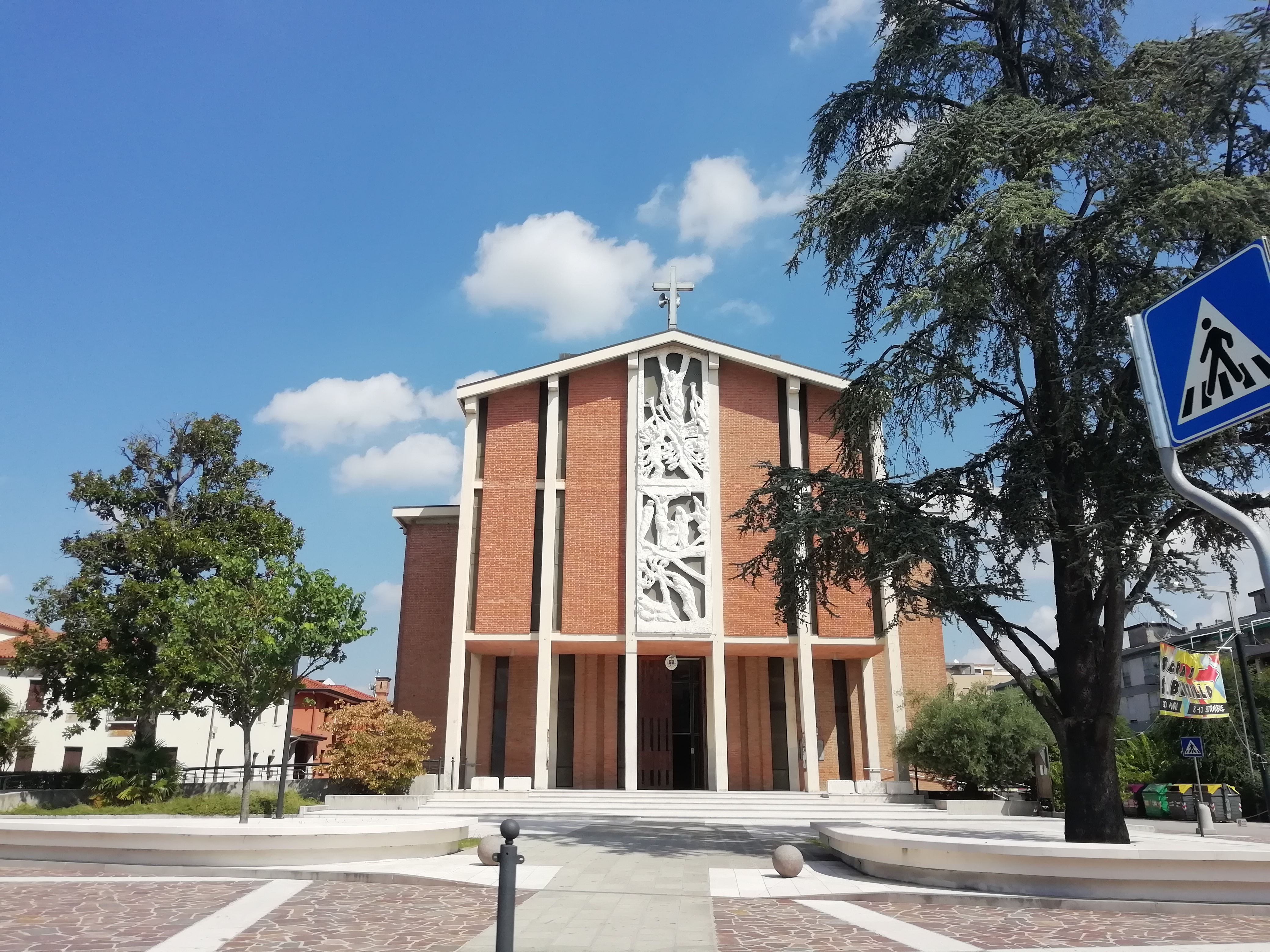
La facciata della chiesa di Santa Maria Bertilla

La parrocchiale di Santa Maria Bertilla, che oggi costituisce il principale luogo di culto di Spinea insieme alla centrale chiesa dei santi Vito e Modesto, fu costruita nei primi anni Sessanta in risposta all’ampia crescita demografica che la città, e in particolar modo i vicini quartieri di Orgnano e del Villaggio dei Fiori, stavano vivendo all’epoca. 
Fu inaugurata nel 1965 e intitolata, prima chiesa al mondo, a Santa Maria Bertilla, che era stata canonizzata nel 1961.
La struttura dell’edificio, composto da un’ampia navata unica, è moderna e piuttosto semplice, ma impreziosita da varie opere d’arte, tra cui spiccano una tela di considerevoli dimensioni raffigurante l’ultima cena che domina l’altare maggiore, un’antica pila per l’acqua santa in stile bizantino e il fonte battesimale, ricavato da una vera da pozzo benedettina proveniente dalla chiesa dei Santi avuto e Modesto. Di rilievo, poi, sono le dodici vetrate policrome realizzate nel 2004 da Angelo Fassina che celebrano le opere di misericordia corporali e spirituali con personaggi e testimoni cristiani del secolo scorso. 

#### Oratorio di San Leonardo

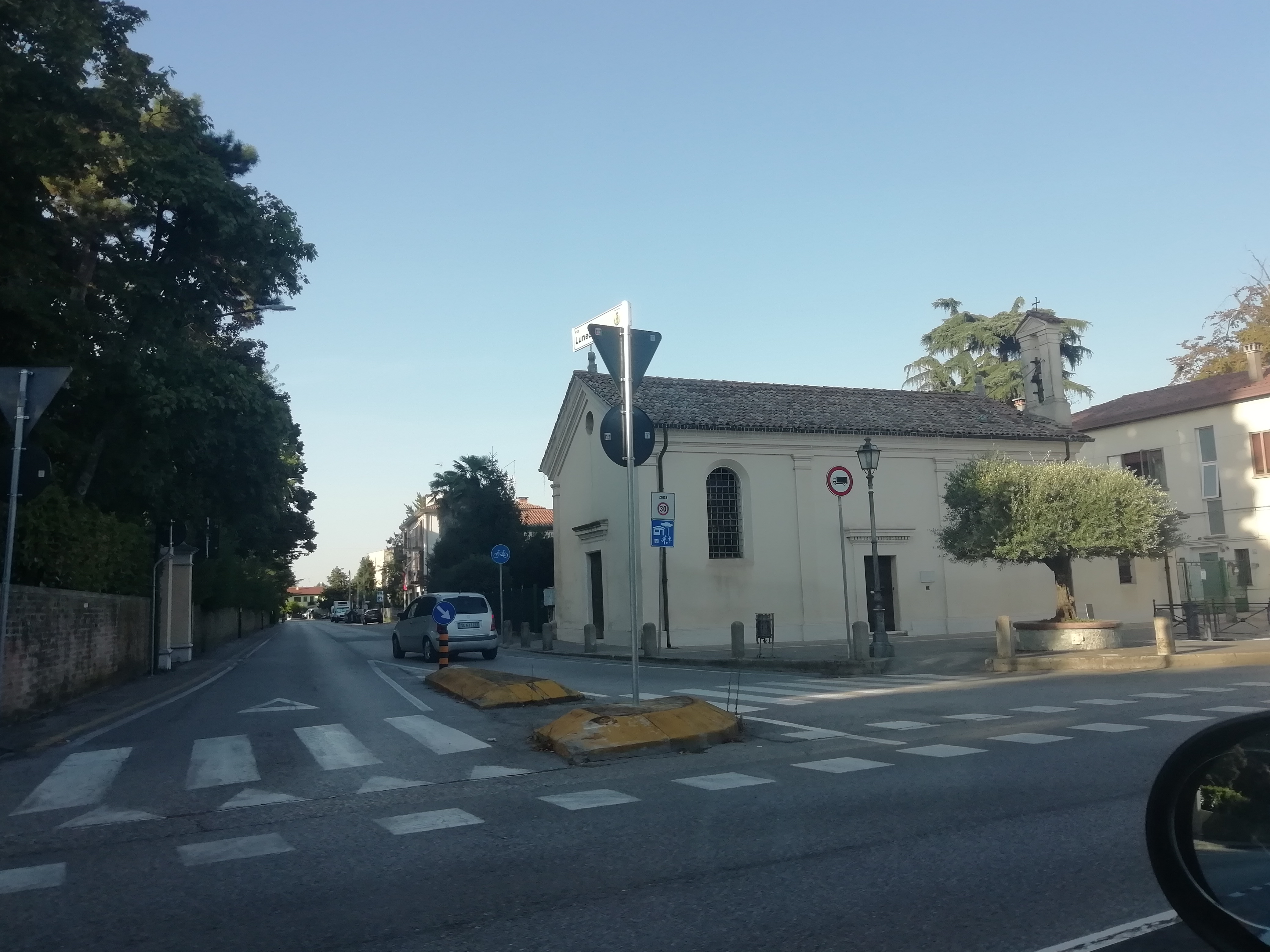
L’oratorio di San Leonardo visto dall’incrocio tra via Roma e via Luneo

Si affaccia sull'inizio di via Luneo, di fronte a villa Saviane. Di remote origini (l'intitolazione lo rimanderebbe al periodo dei Franchi), è ciò che resta del castello di Orgnano di cui rappresentava la cappella. Sino al 1964, anno in cui fu costruita la parrocchiale di Santa Maria Bertilla, costituì il luogo di culto di riferimento per la comunità locale.
Caduto in disuso e ridotto in pessime condizioni, nel 1983-86 ha subito un radicale restauro che ha recuperato, fra l'altro, alcuni antichi affreschi.

### Architetture civili

#### Villa Benini, Zampieron, Franchi
Posta a nord di villa Tozzi e addossata alla riva occidentale del Cimetto di Spinea, la casa domenicale è un palazzo dal volume compatto, organizzato negli interni secondo il tradizionale schema con salone centrale passante. La facciata principale, quella che dà sulla strada, presenta invece caratteri decorativi da datare all'Ottocento. Si suppone, di conseguenza, che il palazzo abbia origini antiche (compare già nel catastico di Scalfuroto del 1781) e che sia stato successivamente rimaneggiato.
Ciascuna finestra è sovrastata da un fregio, mentre i limiti della facciata e i davanzali sono sottolineati da cornici, mentre l'intero edificio è concluso da una balaustrata. L'ala ovest, pur presentando simili elementi decorativi, non si armonizza con il resto del palazzo e in effetti è stata aggiunta all'inizio del Novecento. Nel bel parco all'inglese hanno trovato posto alcune antiche colonne che, secondo Luigi Gallo, proverrebbero dallo scomparso castello di Orgnano.

#### Villa Tozzi
Si affaccia al lato sud di via Roma (civico 321) di fronte alla precedente. La casa padronale è un maestoso volume parallelepipedo che nasconde dietro di sé uno dei più bei parchi del comune, ricco di numerose specie vegetali.
Il complesso dovrebbe risalire al Settecento, ma ha subito numerosi rimaneggiamenti sino al secolo successivo. La facciata principale, rivolta a nord, verso la strada, presenta un'organizzazione regolare delle aperture. L'accesso agli interni è garantito da un portone centrale archivoltato e affiancato da due aperture rettangolari mentre, nel mezzo del primo piano, si aprono due monofore con poggiolo e timpano triangolare. A livello del sottotetto le aperture sono quadrate e delimitate da una fascia marcadavanzale di intonaco.
Oggi nota come villa Tozzi, nei suoi scritti di metà Ottocento Francesco Scipione Fapanni la denominava "Cornoldi ora Ponci Ferdinando".

#### Palazzo Fornoni, Ongarato
La vicinanza alla chiesetta di San Leonardo (si trova al 12 di via Luneo) fa pensare che la villa occupi il sito dell'antico castello di Orgnano. Dagli inizi del XVII secolo, invece, qui è attestato un altro palazzo appartenuto ai patrizi Cappello: stando alla descrizione di Francesco Scipione Fapanni, si trattava di un vasto e sontuoso complesso, con la casa padronale completamente affrescata, un oratorio e numerose altre adiacenze, il tutto immerso nel grande parco provvisto di peschiera.
Nel 1842  la proprietà passò agli Ade, i quali, nel 1854, la vendettero ai Fornoni. Furono questi ultimi a demolire la grande villa per realizzare l'attuale costruzione, un semplice palazzetto dal volume parallelepipedo sviluppato su tre piani e affiancato ad ovest da un'ala a due piani. Sul fronte principale va notato il basamento in finto bugnato e l'organizzazione asimmetrica degli elementi; viene infatti maggiormente sottolineato l'angolo sudovest, essendo delimitato da finti conci d'angolo e in gran parte occupato da un ampio fornice a sesto ribassato.

#### Villa Facini Baffo, Decio
Si trova al 397 di via Roma, affacciandosi sul lato sud della strada, di fronte a villa Priuli.
Il complesso (costituito da casa padronale e vari annessi inseriti nel parco) è originario del tardo Cinquecento, ma nella seconda metà dell'Ottocento ha subito alcuni rimaneggiamenti che ne hanno alterato l'aspetto; in particolare, l'aggiunta di elementi lignei ha conferito alla facciata nord, quella principale, un'architettura "alpina". Più conservato risulta invece il fronte retrostante, che mantiene le antiche aperture centrali, ovvero una trifora di archi rialzati su colonne al piano nobile e il portale d'ingresso al piano terra con arco a tutto sesto. La sopraelevazione centrale, invece, sembrerebbe un'aggiunta successiva.
Secondo gli appunti del Fapanni, la villa era inizialmente proprietà Baffo, quindi Facini Baffo. Fu ereditata poi dai Decio per discendenza femminile.

#### Villa Dall'Acqua
Si trova in via Roma 439 (lato sud), quindi verso il limite occidentale del quartiere. L'edificio (o, almeno, il suo attuale aspetto) dovrebbe risalire all'inizio dell'Ottocento.
Il fronte principale dimostra un'attenta ricerca della simmetria: le aperture, sovrastate da timpani o architravi, sempre rettangolari, sono ripetute con simili proporzioni su tutti e tre i livelli. L'altra facciata si caratterizza invece per due monofore ad arco a tutto sesto, indizio, forse, di una precedente organizzazione forometrica.
Completano il complesso l'oratorio privato e altre semplici adiacenze distribuite nel parco. La villa fu dei Dall'Acqua, cui successero gli Arnould e, quindi, i Salviato, attuali proprietari

#### Villa Sullam
Sorge sulla Miranese (via Roma 288) in località Fossa, non lontano dal confine con Mirano. Gli edifici si trovano molto più a nord rispetto alla strada, dalla quale li separa l'ampio parco. Appartiene alla famiglia Sullam sin dall'inizio del Novecento.
Il corpo principale del complesso è in realtà costituito da quattro diversi volumi disposti in fila. Tra questi spicca la casa padronale, databile alla seconda metà del Settecento. L'interno è organizzato secondo il tipico impianto planimetrico veneziano, con un salone passante centrale affiancato da stanze, mentre dal punto di vista volumetrico si sviluppa su tre livelli, cui si aggiunge una sopraelevazione con monofora centrale ad arco in corrispondenza del salone, raccordata alla sommità da volute e conclusa da un timpano; la finestra si apre su un balconcino con balaustra in ferro battuto. Analogamente, nel mezzo del sottostante piano nobile si trova un'altra monofora ad arco con balcone poggiante su mensole a voluta. Diverso, invece, lo stile della porta d'ingresso e delle finestre, tutte architravate. Tutte le aperture, in ogni caso, sono disposte lungo assialmente su tutti i livelli, sicché la facciata si presenta perfettamente simmetrica.
Il ritmo delle finestre nei due livelli superiori è continuata a ovest da un coevo prolungamento del palazzo; si distingue da quest'ultimo solo per la linea di gronda poco più bassa e per il piano terra, caratterizzato da ampi portoni.
All'estremità occidentale si trova invece la barchessa, più bassa, con un portico formato da grandi archi a sesto ribassato.
All'estremità orientale sorge invece un ampliamento più recente, progettato da Guido Sullam negli anni 1920. Si tratta di una costruzione in linea con le tendenze dell'epoca, con ampie aperture (ad arco al piano terra, architravate al primo) e con un piccolo terrazzino con ringhiera in ferro battuto dagli arabeschi in stile floreale. Le due porte-finestre del piano superiore sono incorniciate da lesene con capitelli ionici.
Al corpo padronale si aggiunge anche la vecchia abitazione dei coloni, posta nei pressi della barchessa. Invero questa struttura ha perso gli originali caratteri dopo il restauro degli anni settanta-ottanta, che tuttavia ha il merito di aver recuperato la villa dopo un periodo di abbandono.
Va menzionato anche il parco, dove ha trovato posto un'antica vera da pozzo che doveva appartenere dei Tempesta, feudatari di Orgnano.